# Matthias Schwierz
Matthias Schwierz (* 16. April 1984 in Villingen-Schwenningen) ist ein deutscher Inline-Speedskater und Eisschnellläufer.

## Karriere
Im letzten Jahr als Junior lief Matthias 2001 in Valence d’Agen bei den Junioren-Weltmeisterschaften im Inline-Speedskating deutschen Rekord über 300 Meter und holte den Weltmeistertitel. 2002 gewann er als Aktiver bei den Europameisterschaften hinter dem mehrfachen Weltmeister Gregorio Duggento aus Italien Silber über die gleiche Strecke.
Der mehrfache deutsche Meister auf der Bahn konnte mit dem DM-Titel im Halbmarathon auch auf der Straße Erfolge erzielen. In der deutschen Marathonserie, der German Blade Challenge, belegte er 2006 Rang drei und mit dem ZEPTO Skate Team Rang zwei.
2006/07 wurden erste Erfahrungen auf dem Eis gesammelt. Sein Potenzial auf den Kurzsprintstrecken zeichnete sich durch kontinuierliche Leistungssteigerung immer mehr ab.
Am 28. Dezember 2007 stürzte Matthias bei einem Überprüfungswettkampf. Er zog sich eine tiefe Schnittwunde zu. An Sport war zunächst nicht zu denken, zudem setzte die Schwere der Verletzung seiner sportlichen Karriere sowohl als Eisschnellläufer als auch als Inline-Speedskater einer ernsthaften Gefahr aus.
2008 kam er nach langer Genesung zurück auf die Rolle und konnte zur Überraschung vieler an seine Leistungen anknüpfen. Bei den deutschen Meisterschaften in Jüterbog holte er auf seiner Paradedisziplin über 300 Meter Bronze und den Titel über 500 Meter. Die Europameisterschaften 2008 fanden in Gera statt und Matthias lief wieder auf hohem Niveau und der Anschluss an die internationalen Konkurrenz war wieder geschafft. Im Finale über 500 Meter musste er sich mit hauchdünnem Rückstand Alexis Contin geschlagen geben und gewann Silber. Als Staffelläufer gewann er mit Felix Rijhnen und Nico Wieduwilt die Bronzemedaille.
Die Eisschnelllauf-Saison 2008/09 begann mit den deutschen Einzelstrecken-Meisterschaften die gleichzeitig Qualifikation für die kommenden Weltcups waren. Über 100 Meter komplettierte Matthias mit Gold seinen Medaillensatz über diese Strecke und holte seinen ersten Titel auf dem Eis. Bei den 2 × 500 Metern lief er im zweiten Lauf persönliche Bestzeit und konnte sich mit dem 5. Platz für den Weltcup qualifizieren. Der Weltcup in Kolomna brachte ihm seine bisher besten Erfolge ein. Mit einem achten und neunten Platz in der B-Gruppe über 500 Meter sowie Platz 7 über 100 Meter ist die erste internationale Saison vielversprechend ausgegangen.

## Weltcup-Platzierungen
| Platzierung | 100 m | 500 m | 1000 m | 1500 m | 5000 m | 10.000 m |
| ----------- | ----- | ----- | ------ | ------ | ------ | -------- |
| 1. Platz    |       |       |        |        |        |          |
| 2. Platz    |       |       |        |        |        |          |
| 3. Platz    |       |       |        |        |        |          |
| Top 10      | 1     |       |        |        |        |          |

(Stand 7. März 2009)

## Trivia
- 2001 musste die Siegerehrung des 300 Meter Einzelsprints mangels deutscher Nationalhymne und Flagge verschoben werden.
- Seit der Umstellung von klassischen Rollschuhen auf Inline-Skates ist Matthias Schwierz der erste Weltmeister Deutschlands.